# 囲碁オールスター団体戦
囲碁オールスター団体戦（いごオールスターだんたいせん）は、日本の囲碁の棋戦・イベント。2022年から名古屋市で開催。5名ずつの4チームによるトーナメント戦で行われる。
- 主催 群遊(2022-2025)囲碁オールスター団体戦実行委員会、見る・打つ・楽しむチームだごだご
- 協力 日本棋院・関西棋院
- 優勝賞金 500万円

## 2022年
群遊2022囲碁オールスター団体戦が、2022年11月19日に名古屋市の名古屋コンベンションホールで、4チーム各5名により開催された。
1回戦
| - レジェンドチーム 3-2 女流チーム - 張栩 ○ - 星合志保 - 結城聡 ○ - 藤沢里菜 - 山城宏 ○ - 謝依旻 - 石田芳夫 - ○ 一力遼 - 武宮正樹 - ○ 鈴木歩 | - 中部総本部チーム 3-2 関西連合チーム - 六浦雄太 ○ - 村川大介 - 伊田篤史 ○ - 大森らん - 加藤千笑 - ○ 瀬戸大樹 - 大竹優 - ○ 佐田篤史 - 羽根直樹 ○ - 山田規三生 |

決勝戦
- レジェンドチーム 4-1 中部総本部チーム
  - 張栩 ○ - 六浦雄太
  - 結城聡 ○ - 伊田篤史
  - 山城宏 ○ - 加藤千笑
  - 石田芳夫 - ○ 大竹優
  - 武宮正樹 ○ - 羽根直樹

（※女流チームは上野愛咲美が欠場のため、一力遼が代打で出場）

## 2023年
群遊2023囲碁オールスター団体戦が、2023年12月16日に名古屋市の名古屋コンベンションホールで、4チーム各5名により開催された。
1回戦
| - 平成ビッグ5 3-2 キラキラ☆女子軍団 - 山下敬吾 - ○ 上野梨紗 - 張栩 ○ - 仲邑菫 - 羽根直樹 - ○ 上野愛咲美 - 高尾紳路 ○ - 牛栄子 - 河野臨 ○ - 藤沢里菜 | - ザ・フォーカス 4-1 OVER THE LEGEND - 林漢傑 ○ - 小林光一 - 蘇耀国 ○ - 趙治勲 - 平田智也 ○ - 小林覚 - 鶴山淳志 - ○ 芝野虎丸 - 鈴木伸二 ○ - 許家元 |

決勝戦
- 平成ビッグ5 4-1 ザ・フォーカス
  - 山下敬吾 - ○ 林漢傑
  - 張栩 ○ - 蘇耀国
  - 羽根直樹 ○ - 平田智也
  - 高尾紳路 ○ - 鶴山淳志
  - 河野臨 ○ - 鈴木伸二

## 2025年
群遊2025囲碁オールスター団体戦が、2025年3月29日に愛知県のウインクあいちで、4チーム各5名により開催された。
1回戦
| - トラトラメガネ軍団 3-2 世界一のキラキラ軍団 - 芝野虎丸 ○ - 上野梨紗 - 大竹優 - ○ 牛栄子 - 佐田篤史 ○ - 一力遼 - 広瀬優一 - ○ 藤沢里菜 - 酒井佑規 ○ - 上野愛咲美 | - 他力本願 4-1 龍翔鳳舞 - 山下敬吾 ○ - 謝依旻 - 富士田明彦 - ○ 張栩 - 伊田篤史 - ○ 余正麒 - 本木克弥 ○ - 許家元 - 孫喆 ○ - 呉柏毅 |

決勝戦
- トラトラメガネ軍団 3-2 他力本願
  - 芝野虎丸 ○ - 山下敬吾
  - 大竹優 - ○ 富士田明彦
  - 佐田篤史 - ○ 伊田篤史
  - 広瀬優一 ○ - 本木克弥
  - 酒井佑規 ○ - 孫喆